# Billowska huset
Billowska huset, även kallad  Borgmästargården eller Kjol och blus, är en byggnad i Skellefteå. Namnet Kjol och blus kommer av dess färger; röd kjol och vit blus.
Byggnaden var ursprungligen kaptensbostad på Sunnanå men flyttades till Skellefteå stad 1886. I samband med detta renoverades också byggnaden efter ritningar av Nicanor Lundström. År 2017 flyttades byggnaden till dess nuvarande plats.

## Historia
Byggnaden uppfördes ursprungligen på Sunnanå, då som kaptensbostad. År 1886  monterades den ner och flyttades stock för stock till Storgatan 55 i Skellefteå stad där den fungerade som bostad för trävaruhandlaren och ryske konsuln Edward Billow. Ritningarna var gjorda av Nicanor Lundström och byggnaden fick vad som beskrivs som ett "ryskt utseende med en kraftig kälspontpanel på bottenvåningen, en stående locklistpanel däröver med figursågad underkant och fantasifulla fönsteromfattningar". Entrén är dekorerad med en baldakin med lövsågerier. Taket är av falsad plåt.
Åren 1910–1912 ägdes byggnaden av Bankaktiebolaget Norra Sverige. Apotekare Viktor Andersson ägde byggnaden åren 1912–1918 och 1918 såldes den till borgmästare Carl Öquist som målade huset rött nedtill och vitt upptill. Den vita utsirade panelen kom då att se ut som en brodyrkant och huset kom att kallas för "kjol och blus". År 1923 såldes Billowska huset till Öqvists sterbhus som sålde det till Hadar Olander 1942. Olander flyttade då sitt grossistföretag för manufaktur och korta varor till huset. Fasaden förenklades vid en ombyggnation 1946.
Senare har byggnaden använts som kontor, bland annat har den under en period inhyst stadsarkitektkontoret. Olander sålde fastigheten 1970.
Ett försök att återskapa fasaden från 1886 gjordes 1986. Då monterades en stående panel på byggnadens övre del, samt fönsterfoder med snickarglädje inspirerad av rysk byggnadstradition.
År 1995 köptes byggnaden av Skellefteå kommun. På 2010-talet beslutade kommunen att huset skulle rivas eftersom tomten skulle användas för ett nytt parkeringshus. Huset köptes då av Lövångers Bygg och Berglund Bygg som 2017 flyttade huset 70 meter till Kyrkgränd, nära Sankt Olovs kyrka. Flytten genomfördes med hjälp av en självgående trailer med 12 axlar och 96 drivande och svängbara hjul. Byggnaden, med en vikt på 250 ton, flyttades i dess helhet. I samband med flytten byggdes en bro och en trapp till entrén. Dessa överensstämmer varken till form eller material  med resten av byggnaden.